# Тишины не будет
«Тишины не будет» — советский художественный фильм, снятый в 1962 году режиссёром Борисом Кимягаровым.
Фильм получил плохие характеристики у критиков.

## Сюжет
Социальная драма о взаимоотношениях в семье председателя таджикского колхоза Мухаммеджана Курбанова: сыновья Зафар и Курбан стоят на разных жизненных позициях. Старший сын хочет стабильности и тишины, но отец говорит Тишины не будет, прогресс не стоит на месте. На соседних участках колхозники не выполняют норму из-за отсутствия воды. Молодые активисты разрабатывают план по орошению засохшей земли при помощи электрических насосов поднимая воду в горы.

## В ролях
- Мухамеджан Касымов — Мухаммеджан Курбанов
- Хамза Умаров — Карим Курбанов, агроном
- Сайрам Исаева — Лютфия
- М. Назаров — Зафар Курбанов
- Дилором Джурбаева-Сосновская — Гульшан (Д.Джурбаева)
- Хабибулло Абдуразаков — Юсупов, парторг
- К. Назиров — Пулат
- Наталья Антонова — Елена Цветкова
- Евгений Тетерин — Андрей Ильич Озеров
- Шамси Джураев — бригадир колхоза
- Юрий Подсолонко — Алексей Смирнов, энергетик
- Абдульхайр Касымов — Набиджон, чайханщик

### В эпизодах
- Туфа Фазылова
- Бурхон Раджабов
- София Туйбаева
- Захир Дусматов
- Наимджон Гиясов
- Марат Арипов
- Махмуд Тахири
- Л. Мухаббатова
- Ф. Умаров
- С. Власенко

## Съёмочная группа
- Авторы сценария:
  - Евгений Помещиков
  - Борис Кимягаров
- Режиссёр-постановщик: Борис Кимягаров
- Оператор: Наум Ардашников
- Художники: 
  - декорации - Евгений Куманьков
- Композитор: Андрей Бабаев

## Технические данные
- Производство: Таджикфильм
- Художественный фильм, односерийный, широкоэкранный, цветной